# Luc Moullet

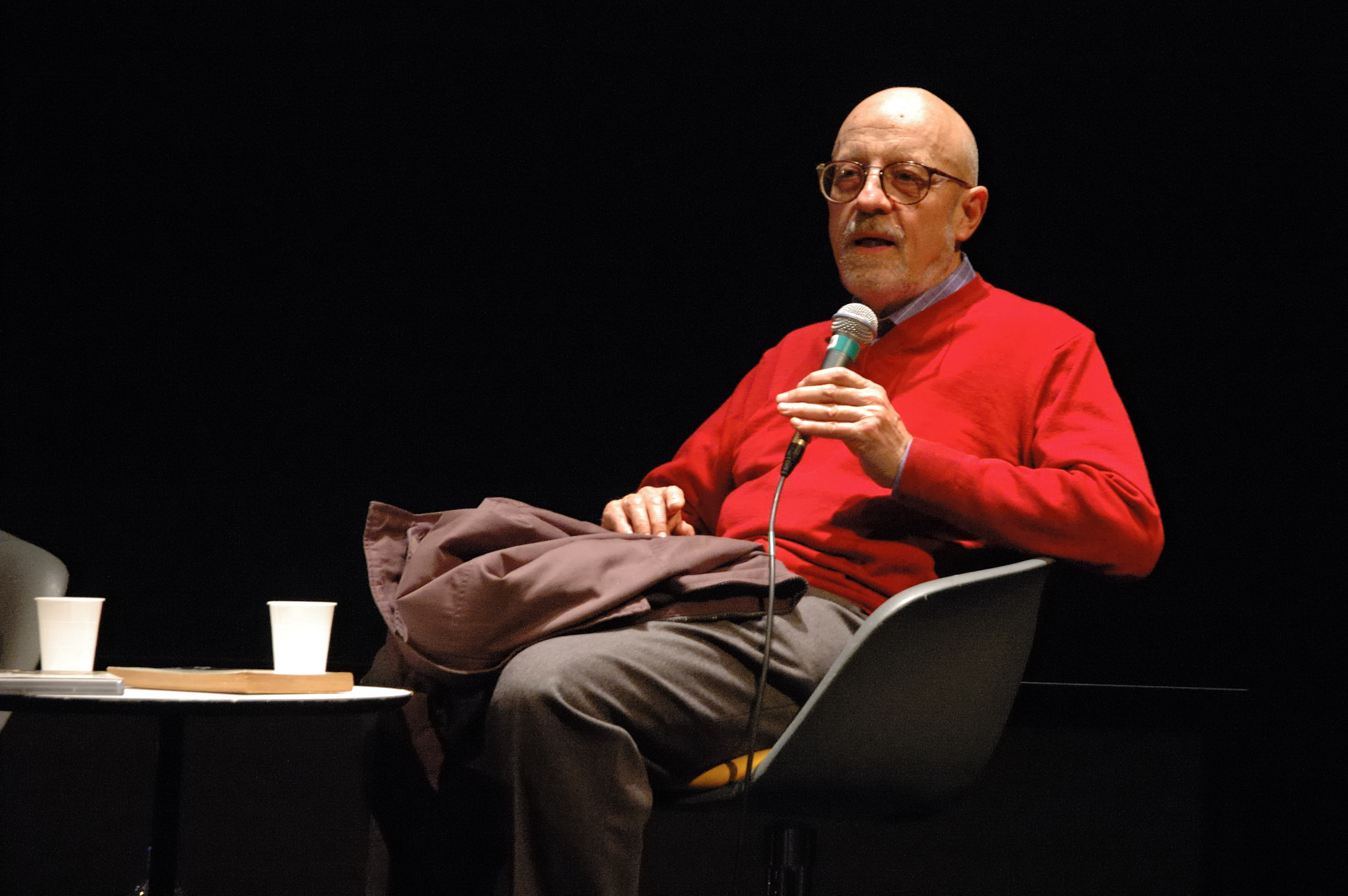
Luc Moullet

Luc Moullet (París, 14 de octubre de 1937) es un cineasta, crítico y profesor francés, miembro de la Nouvelle Vague. Sus películas son reconocidas por su humor, su antiautoritarismo y estética primitiva, influenciado por su amor por las películas clase B americanas.
Aunque reconocido por colegas de la talla de Jean-Luc Godard, Jean-Marie Straub, Jacques Rivette y Jonathan Rosenbaum, no ha sido nunca comercialmente exitoso, ni siquiera en su Francia natal.
Suele actuar en sus películas.

## Inicios y la Nouvelle Vague
Moullet empezó a escribir para los Cahiers du Cinéma a la edad de dieciocho años, donde fue de los primeros en abogar por el cine de Samuel Fuller. Aunque en un inicio enconado con Truffaut, encontró un defensor en un joven Godard.
El primer corto de Moullet (Un steak trop cuit) fue creado con la idea de ser reproducido antes del filme de Godard Le Petit Soldat, pero la película fue prohibida por su contenido político, y luego de que varios otros cortos no encontraran la atención deseada, Moullet retornó a la crítica. Fue autor de importantes obras sobre varios directores, como Fritz Lang.
Su primera película, Brigitte et Brigitte (1966), sigue la historia de dos jóvenes francesas del mismo nombre que comparten un departamento en París. El filme incluye cameos por parte de Fuller, Chabrol, Éric Rohmer y André Téchiné. Al año siguiente filmó Les Contrebandières.
En 1971 filmó su primera película en color, Une aventure de Billy le Kid, un western psicodélico con Jean-Pierre Léaud, con la particularidad de que nunca fue estrenada en Francia. Se estrenó, entonces, en una versión doblada al inglés, intencionalmente mala como un tributo a las películas clase B, en la cual al protagonista se le dio una voz no congruente con su complexión delgada.

## Obras: 1972 al presente
Moullet continuó a un paso relativamente lento durante los ’70. Su trabajo más notable en este periodo fue Anatomie d’un rapport, de 1976, donde se parodia a otros dramas.
A principios de los ’80 Moullet empezó a dirigir filmes a un paso más acelerado, intercalando películas con cortos humorísticos. En 1987 La Comédie du travail ganó el premio Jean Vigo en el festival de Cannes, que usualmente se le otorga a directores jóvenes (Moullet tenía 50 años).
A partir de los ’90 comenzó a hacer películas y cortos a paso firme. Sus últimos trabajos incluyen La Prestige de la mort y La Terre de la folie (2009).

## Filmografía
- La Terre de la folie (2009)
- Le Prestige de la mort (2006)
- Naufragés de la D17, Les (2002)
- Système Zsygmondy, Le (2000)
- ...Au champ d'honneur (1998)
- Nous sommes tous des cafards (1997)
- Fantôme de Longstaff, Le (1996)
- Odyssée du 16/9°, L' (1996)
- Ventre de l'Amérique, Le (1996)
- Imphy, capitale de la France (1995)
- Foix (1994)
- Toujours plus (1994)
- Parpaillon (1993) (TV)
- Cabale des oursins (1991)
- Sept selon Jean et Luc, La (1990)
- Sièges de l'Alcazar, Les (1989)
- Essai d'ouverture (1988)
- Comédie du travail, La (1987)
- Valse des médias, La (1987)
- L'Empire de Médor (1986)
- Barres (1984)
- Les Havres (1983)
- Minutes d'un faiseur de film, Les (1983)
- Introduction (1982)
- Ma première brasse (1981)
- Genèse d'un repas (1978)
- Anatomie d'un rapport (1976)
- Une aventure de Billy le Kid/A Girl is a Gun (1971)
- Les Contrebandières (1967)
- Brigitte et Brigitte (1966)
- Capito? (1962)
- Terres noires (1961)
- Un steack trop cuit (1960)